# Dawit Ilariani
Dawit Ilariani (gruz. დავით ილარიანი; ur. 20 stycznia 1981 w Tbilisi) – gruziński lekkoatleta, specjalizujący się w biegu na 110 m przez płotki.
Jako junior brał udział w mistrzostwach świata. Na eliminacjach kończyły się jego występy na halowych mistrzostwach świata w 2001, 2003 i 2006 roku. Uczestniczk mistrzostw świata z 2001 roku. W 2002 roku brał udział w mistrzostwach Europy na otwartym stadionie. W następnycm roku bez większych sukcesów wystąpił na młodzieżowych mistrzostwach Europy w Bydgoszczy oraz na mistrzostwach świata w Paryżu.
Trzykrotnie brał udział w igrzyskach olimpijskich – w 2004, 2008 oraz 2012 roku, a jego najlepszy rezultat to ćwierćfinał w 2008 roku. Sezon 2005 rozpoczął od wystartowania w halowym czempionacie starego kontynentu, gdzie dotarł do półfinału pobijając swój rekord życiowy. Na otwartym stadionie wystartował w najważniejszej imprezie sezonu, czyli w mistrzostwach świata. Uczestnik halowych mistrzostw Europy oraz mistrzostw świata w 2007 roku. W 2009 roku brał udział w halowych mistrzostwach Europy oraz mistrzostwach świata nie osiągając dobrych rezultatów. Przed igrzyskami w Londynie wystartował na mistrzostwach Europy w Helsinkach, gdzie dotarł do półfinału.
Mistrz Gruzji na otwartym stadionie z 2005 roku. Reprezentował swój kraj podczas zawodów pucharu Europy w 2000, 2001, 2002, 20032004, 2005, 2006, 2007 oraz 2008 roku. Od 2009 roku reprezontował Gruzję w drużynowych mistrzostwach Europy. W tych zawodach występował czterokrotnie – w 2009, 2010, 2013 oraz 2014 roku.
Rekordy życiowe: 110 m przez płotki – 13,58 (15 czerwca 2012, Sliwen), 60 m przez płotki – 7,77 (5 marca 2005, Madryt). Jest aktualnym rekordzistą kraju w boegu na 110 m przez płotki – 13,58.

## Wyniki

### Zawody międzynarodowe
| Rok  | Zawody                         | Miejsce                     | Konkurencja                | Wyniki szczegółowe | Wyniki szczegółowe | Wyniki szczegółowe | Wyniki szczegółowe | Wyniki szczegółowe | Wyniki szczegółowe | Wyniki szczegółowe | Wyniki szczegółowe | Pozycja | Źródło        |
| Rok  | Zawody                         | Miejsce                     | Konkurencja                | Eliminacje         | Eliminacje         | Ćwierćfinał        | Ćwierćfinał        | Półfinał           | Półfinał           | Finał              | Finał              | Pozycja | Źródło        |
| Rok  | Zawody                         | Miejsce                     | Konkurencja                | Czas               | Miejsce            | Czas               | Miejsce            | Czas               | Miejsce            | Cas                | Miejsce            | Pozycja | Źródło        |
| ---- | ------------------------------ | --------------------------- | -------------------------- | ------------------ | ------------------ | ------------------ | ------------------ | ------------------ | ------------------ | ------------------ | ------------------ | ------- | ------------- |
| 2000 | Mistrzostwa świata juniorów    | Santiago, Chile             | bieg na 110 m przez płotki | DSQ                | DSQ                | —                  | —                  | NQ                 | NQ                 | NQ                 | NQ                 | DSQ     | [ 1 ]         |
| 2001 | Halowe mistrzostwa świata      | Lizbona, Portugalia         | bieg na 60 m przez płotki  | 8,23               | 7.                 | —                  | —                  | NQ                 | NQ                 | NQ                 | NQ                 | 20.     | [ 2 ] [ 3 ]   |
| 2001 | Mistrzostwa świata             | Edmonton, Kanada            | bieg na 110 m przez płotki | 14,08              | 6.                 | —                  | —                  | NQ                 | NQ                 | NQ                 | NQ                 | 36.     | [ 8 ] [ 9 ]   |
| 2002 | Mistrzostwa Europy             | Monachium, Niemcy           | bieg na 110 m przez płotki | DNF                | DNF                | —                  | —                  | NQ                 | NQ                 | NQ                 | NQ                 | DNF     | [ 10 ]        |
| 2003 | Halowe mistrzostwa świata      | Birmingham, Wielka Brytania | bieg na 60 m przez płotki  | DNF                | DNF                | —                  | —                  | NQ                 | NQ                 | NQ                 | NQ                 | DNF     | [ 4 ] [ 5 ]   |
| 2003 | Młodzieżowe mistrzostwa Europy | Bydgoszcz, Polska           | bieg na 110 m przez płotki | 13,78              | 4. q               | —                  | —                  | 13,75              | 5.                 | NQ                 | NQ                 | 9.      | [ 11 ]        |
| 2003 | Mistrzostwa świata             | Paryż, Francja              | bieg na 110 m przez płotki | 14,89              | 6.                 | —                  | —                  | NQ                 | NQ                 | NQ                 | NQ                 | 26.     | [ 12 ] [ 13 ] |
| 2004 | Igrzyska olimpijskie           | Ateny, Grecja               | bieg na 110 m przez płotki | 13,72              | 6.                 | NQ                 | NQ                 | NQ                 | NQ                 | NQ                 | NQ                 | 34.     | [ 14 ] [ 15 ] |
| 2005 | Halowe mistrzostwa Europy      | Madryt, Hiszpania           | bieg na 60 m przez płotki  | 7,77 PB            | 4. q               | —                  | —                  | 7,81               | 7.                 | NQ                 | NQ                 | 14.     | [ 20 ]        |
| 2005 | Mistrzostwa świata             | Helsinki, Finlandia         | bieg na 110 m przez płotki | 14,88              | 7.                 | —                  | —                  | NQ                 | NQ                 | NQ                 | NQ                 | 42.     | [ 21 ] [ 22 ] |
| 2006 | Halowe mistrzostwa świata      | Moskwa, Rosja               | bieg na 60 m przez płotki  | 7,86               | 5.                 | —                  | —                  | NQ                 | NQ                 | NQ                 | NQ                 | 25.     | [ 6 ] [ 7 ]   |
| 2007 | Halowe mistrzostwa Europy      | Birmingham, Wielka Brytania | bieg na 60 m przez płotki  | 7,98               | 6.                 | —                  | —                  | NQ                 | NQ                 | NQ                 | NQ                 | 21.     | [ 23 ]        |
| 2007 | Mistrzostwa świata             | Osaka, Japonia              | bieg na 110 m przez płotki | 13,82              | 7.                 | —                  | —                  | NQ                 | NQ                 | NQ                 | NQ                 | 32.     | [ 24 ] [ 25 ] |
| 2008 | Igrzyska olimpijskie           | Pekin, ChRL                 | bieg na 110 m przez płotki | 13,75              | 5. q               | 13,74              | 8.                 | NQ                 | NQ                 | NQ                 | NQ                 | 28.     | [ 16 ] [ 17 ] |
| 2009 | Halowe mistrzostwa Europy      | Turyn, Włochy               | bieg na 60 m przez płotki  | DSQ                | DSQ                | —                  | —                  | NQ                 | NQ                 | NQ                 | NQ                 | DSQ     | [ 26 ]        |
| 2009 | Mistrzostwa świata             | Berlin, Niemcy              | bieg na 110 m przez płotki | 13,86              | 7.                 | —                  | —                  | NQ                 | NQ                 | NQ                 | NQ                 | 39.     | [ 27 ] [ 28 ] |
| 2012 | Mistrzostwa Europy             | Helsinki, Finlandia         | bieg na 110 m przez płotki | 13,85              | 6.                 | —                  | —                  | 13,88              | 7.                 | NQ                 | NQ                 | 23.     | [ 29 ]        |
| 2012 | Igrzyska olimpijskie           | Londyn, Wielka Brytania     | bieg na 110 m przez płotki | 13,90              | 8.                 | NQ                 | NQ                 | NQ                 | NQ                 | NQ                 | NQ                 | 39.     | [ 18 ] [ 19 ] |

### Puchar EuropyorazDrużynowe mistrzostwa Europy
| Rok  | Zawody                       | Poziom              | Miejsce                        | Konkurencja                | Wynik    | Wynik         | Źródło |                     |                            |                            |       |    |  |
| Rok  | Zawody                       | Poziom              | Miejsce                        | Konkurencja                | Rezultat | Miejsce       | Źródło |                     |                            |                            |       |    |  |
| ---- | ---------------------------- | ------------------- | ------------------------------ | -------------------------- | -------- | ------------- | ------ | ------------------- | -------------------------- | -------------------------- | ----- | -- |  |
| Rok  | Zawody                       | Poziom              | Miejsce                        | Konkurencja                | 2000     | Puchar Europy | Źródło | Druga Liga, Grupa B | Bańska Bystrzyca, Słowacja | bieg na 110 m przez płotki | 14,86 | 5. |  |
| 2001 | Puchar Europy                | Druga Liga, Grupa A | Ryga, Łotwa                    | bieg na 110 m przez płotki | 14,44    | 5.            |        |                     |                            |                            |       |    |  |
| 2002 | Puchar Europy                | Druga Liga, Grupa A | Tallinn, Estonia               | bieg na 110 m przez płotki | 14,36 SB | 4.            | [ 30 ] |                     |                            |                            |       |    |  |
| 2002 | Puchar Europy                | Druga Liga, Grupa A | Tallinn, Estonia               | skok w dal                 | 7,61     | 4.            | [ 30 ] |                     |                            |                            |       |    |  |
| 2003 | Puchar Europy                | Druga Liga, Grupa B | Stambuł, Turcja                | bieg na 110 m przez płotki | 14,01    | 3.            | [ 31 ] |                     |                            |                            |       |    |  |
| 2004 | Puchar Europy                | Druga Liga, Grupa B | Nowy Sad, Serbia               | bieg na 110 m przez płotki | 14,67    | 4.            | [ 32 ] |                     |                            |                            |       |    |  |
| 2005 | Puchar Europy                | Druga Liga, Grupa B | Stambuł, Turcja                | bieg na 110 m przez płotki | 16,62    | 10.           | [ 33 ] |                     |                            |                            |       |    |  |
| 2005 | Puchar Europy                | Druga Liga, Grupa B | Stambuł, Turcja                | skok wzwyż                 | 1,85     | 9.            | [ 33 ] |                     |                            |                            |       |    |  |
| 2006 | Puchar Europy                | Druga Liga, Grupa B | Nowy Sad, Serbia               | bieg na 110 m przez płotki | 14,20 SB | 3.            | [ 34 ] |                     |                            |                            |       |    |  |
| 2006 | Puchar Europy                | Druga Liga, Grupa B | Nowy Sad, Serbia               | skok w dal                 | 7,15 SB  | 7.            | [ 34 ] |                     |                            |                            |       |    |  |
| 2007 | Puchar Europy                | Druga Liga, Grupa B | Zenica, Bośnia i Hercegowina   | bieg na 110 m przez płotki | 13,97    | 1.            | [ 35 ] |                     |                            |                            |       |    |  |
| 2007 | Puchar Europy                | Druga Liga, Grupa B | Zenica, Bośnia i Hercegowina   | skok w dal                 | 7,35 SB  | 5.            | [ 35 ] |                     |                            |                            |       |    |  |
| 2008 | Puchar Europy                | Druga Liga, Grupa B | Bańska Bystrzyca, Słowacja     | bieg na 110 m przez płotki | 14,06    | 2.            | [ 36 ] |                     |                            |                            |       |    |  |
| 2009 | Drużynowe mistrzostwa Europy | Trzecia Liga        | Sarajewo, Bośnia i Hercegowina | bieg na 100 m              | 11,41    | 11.           | [ 37 ] |                     |                            |                            |       |    |  |
| 2009 | Drużynowe mistrzostwa Europy | Trzecia Liga        | Sarajewo, Bośnia i Hercegowina | bieg na 110 m przez płotki | 14,02    | 1.            | [ 37 ] |                     |                            |                            |       |    |  |
| 2010 | Drużynowe mistrzostwa Europy | Trzecia Liga        | Marsa, Malta                   | bieg na 110 m przez płotki | 14,12    | 1.            | [ 38 ] |                     |                            |                            |       |    |  |
| 2013 | Drużynowe mistrzostwa Europy | Trzecia Liga        | Bańska Bystrzyca, Słowacja     | bieg na 110 m przez płotki | 13,99    | 1.            | [ 39 ] |                     |                            |                            |       |    |  |
| 2014 | Drużynowe mistrzostwa Europy | Trzecia Liga        | Tbilisi, Gruzja                | bieg na 110 m przez płotki | 13,96    | 2.            | [ 40 ] |                     |                            |                            |       |    |  |